# KkStB 51
Die Dampflokomotivreihe kkStB 51 war eine Güterzug-Schlepptenderlokomotivreihe der kkStB, die ursprünglich von der KFNB stammte.
Die KFNB stellte insgesamt 120 Stück dieser Lokomotivreihe in Dienst.
Sie wurden von der Lokomotivfabrik der StEG, der Wiener Neustädter Lokomotivfabrik und der Lokomotivfabrik Floridsdorf von 1871 bis 1889 geliefert und unterschieden sich aufgrund dieser langen Lieferperiode untereinander in Details. Die Daten der Tabelle verstehen sich daher nur als typische Werte der Letztlieferungen. Die eingesetzten Tender variierten ebenfalls.
Die KFNB gab ihnen die Reihenbezeichnung Vd und die Nummern 391–510. Darüber hinaus hatten alle Maschinen Namen bekommen, die alphabetisch von „ALTENMARKT“ bis „ZATOR“ reichten.
Alle Maschinen kamen zur kkStB und bildeten dort die Reihe 51.
Nach dem Ersten Weltkrieg kam die Reihe 51 zum Teil zu den CFR, zu den PKP als Reihe Th 16 zu den ČSD als Reihen 312.1 und 313.0 und zu den BBÖ.
Die PKP musterten die Lokomotiven bis 1925 aus, die BBÖ bis 1932. Die ČSD hatten diese Maschinen bis 1963 im Einsatz.
Die Reihenbezeichnung 51 wurde schon zuvor von der kkStB besetzt. Die 51.01–03 wurden 1892 in 50.26–28 umgezeichnet, die 51.04–12 zur selben Zeit in 54.41–49.